# Ranunculus karelinii
Ranunculus karelinii är en ranunkelväxtart som beskrevs av S.K. Cherepanov. Ranunculus karelinii ingår i släktet ranunkler, och familjen ranunkelväxter. Inga underarter finns listade i Catalogue of Life.